# Orłów Drewniany-Kolonia
Orłów Drewniany-Kolonia (prononciation : [ˈɔrwuf drɛvˈɲanɨ kɔˈlɔɲa]) est un village polonais de la gmina d'Izbica dans le powiat de Krasnystaw de la voïvodie de Lublin dans l'est de la Pologne.
Le village comptait approximativement une population de 240 habitants en 2006.

## Histoire
De 1975 à 1998, le village est attaché administrativement à la Voïvodie de Zamość.

Depuis 1999, il fait partie de la nouvelle voïvodie de Lublin.